# Pseudomicrargus asakawaensis
Pseudomicrargus asakawaensis is een spinnensoort in de taxonomische indeling van de hangmatspinnen (Linyphiidae).
Het dier behoort tot het geslacht Pseudomicrargus. De wetenschappelijke naam van de soort werd voor het eerst geldig gepubliceerd in 1964 door Ryoji Oi.